# 杨忠 (西汉)
杨忠（？—前63年），一作贲，弘农郡华阴县（今陕西省华阴市）人，西汉丞相、安平敬侯杨敞长子，杨恽长兄。
元平元年（前74年），杨敞去世，杨忠承袭为安平侯，朝廷因为杨敞官居丞相册立天子安定宗庙的功劳，增封杨忠食邑三千五百户，总共五千五百四十七户。十一年后的前63年，杨忠去世，谥号顷。他的儿子杨谭承袭安平侯。